# Alwi di Perlis
Raja Tuan Syed Alwi Ibni di Al-Raja Marhum Syed Safi Jamal ul-Lail (Arau, 13 aprile 1881 – Arau, 1º  febbraio 1943) è stato ragià di Perlis in Malaysia dal 1904 al 1943.

## Biografia
Alwi di Perlis nacque all'Istana di-Raja di Arau il 13 aprile 1881 ed era figlio maggiore del raja Saffi e della sua prima moglie Wan Sa'adiah. Venne educato presso il St Xavier's Institution di Penang e il Malay College di Kuala Kangsar. Venne nominato erede presuntivo nel maggio 1897.
Ascese al trono alla morte del padre il 30 dicembre 1904. Il re del Siam, all'epoca protettore del Perlis lo investì ufficialmente al Grande Palazzo Reale di Bangkok il 4 ottobre successivo. Ai sensi del trattato anglo-siamese del 16 luglio 1909, il Perlis passò sotto la protezione del Regno Unito. Re Giorgio V concesse a lui e ai suoi eredi l'appellativo di "Sua altezza". Fu un sovrano progressista e illuminato, che fece molto per modernizzare il suo piccolo principato.
Non si sposò e non ebbe figli. Ciò generò una controversia sulla successione. Nel 1933 infatti chiese al Consiglio di Stato di eleggere un erede presuntivo al trono. Il Consiglio di Stato scelse Syed Hassan tra diversi contendenti possibili. Syed Hassan era un nipote del fratellastro del sovrano, Syed Mahmud. L'anno successivo Syed Hassan si ammalò e morì poco dopo. Il Consiglio di Stato tenne una nuova votazione ed elesse il figlio di Syed Hassan, Syed Putra, nuovo erede presuntivo. Un altro concorrente, Syed Hamzah, fratellastro minore di Syed Alwi e vicepresidente del Consiglio di Stato, dissentì sul risultato in quanto era, secondo lui, contrario alle leggi di successione islamiche. Il sovrano e gli inglesi mantennero il loro supporto per Syed Putra, ma quando il raja si ammalò allo scoppio della seconda guerra mondiale nel 1941, Hamzah colse l'occasione per esercitare la sua influenza sugli affari politici dello Stato. Dopo la scomparsa del sovrano nel 1943, Hamzah si installò come raja di Perlis con l'appoggio dei giapponesi. Al ritorno degli inglesi, nel 1945, Hamzah abdicò su pressione del governo coloniale. Gli succedette Syed Putra.
Morì all'Istana di-Raja di Arau il 1º febbraio 1943 e fu sepolto nel mausoleo reale della città.

## Onorificenze
Elenco delle onorificenze: